# Nice Côte d’Azur metropolisz

Elhelyezkedése Alpes-Maritimes megyében

Nice Côte d’Azur metropolisz (franciául: Métropole Nice Côte d'Azur) a franciaországi metropoliszok egyike, a francia községközi társulási rendszer (intercommunalité) része.
Franciaország délkeleti részén, Provence-Alpes-Côte d’Azur régió Alpes-Maritimes megyéjében helyezkedik el. Nizzát és a város környékének további 50 községét foglalja magába. 
2011. december 31-én jött létre az addigi „Nice Côte d'Azur városközösség” (communauté urbaine de Nice Côte d'Azur) és további három községközösség (communauté de communes): des stations du Mercantour, La Tinée és Vésubie-Mercantour egyesítésével. A jelenlegi nevet (Métropole Nice Côte d'Azur) 2014. december végén vette fel. Később a metropoliszhoz csatoltak még néhány községet.
Népessége 560 351 fő volt 2021-ben, ebből 348 085 fő Nizzában élt. Területe 1479,7 km2. Igazgatási központja Nizzában van.

## Községek
A metropoliszt az alábbi 51 község alkotja:
1. Aspremont
2. Bairols
3. Beaulieu-sur-Mer
4. Belvédère
5. La Bollène-Vésubie
6. Bonson
7. Le Broc
8. Cagnes-sur-Mer
9. Cap-d’Ail
10. Carros
11. Castagniers
12. Châteauneuf-Villevieille
13. Clans
14. Colomars
15. Drap
16. Duranus
17. Èze
18. Falicon
19. Gattières
20. Gilette
21. La Gaude
22. Ilonse
23. Isola
24. Lantosque
25. Levens
26. Marie
27. Nizza
28. Rimplas
29. Roquebillière
30. La Roquette-sur-Var
31. Roubion
32. Roure
33. Saint-André-de-la-Roche
34. Saint-Blaise
35. Saint-Dalmas-le-Selvage
36. Saint-Étienne-de-Tinée
37. Saint-Jean-Cap-Ferrat
38. Saint-Jeannet
39. Saint-Laurent-du-Var
40. Saint-Martin-du-Var
41. Saint-Martin-Vésubie
42. Saint-Sauveur-sur-Tinée
43. La Tour
44. Tournefort
45. Tourrette-Levens
46. La Trinité
47. Utelle
48. Valdeblore
49. Venanson
50. Vence
51. Villefranche-sur-Mer

## Népesség
| Lakosok száma | 538 555 | 544 819 | 550 498 |
|               | 2014    | 2019    | 2022    |